# Fernando Morena
Fernando Morena   (Montevideo, 2 de febrer de 1952) fou un futbolista uruguaià de la dècada de 1970.

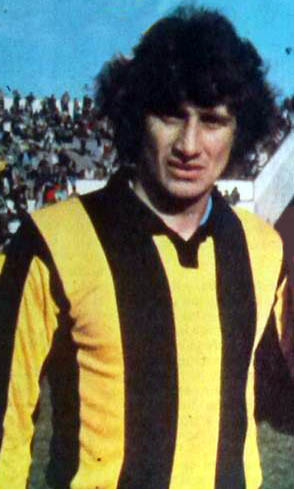
Fernando Morena a Peñarol.

Fou 53 cops internacional amb la selecció de l'Uruguai.
Pel que fa a clubs, defensà els colors de River Plate de Montevideo, CA Peñarol Rayo Vallecano, València CF. Acabà la seva carrera a Flamengo i Boca Juniors.
A data de 2018 és el màxim golejador del campionat uruguaià amb 230 gols en 244 partits.
Trajectòria com a entrenador:
- 1988: CA Peñarol
- 1989: River Plate (M)
- 1991: Reial Múrcia
- 1996-1998: River Plate (M)
- 1999-2000: Colo-Colo
- 2003: River Plate (M)
- 2005: CA Peñarol